# Trématodoses d’origine alimentaire
Les trématodoses d'origine alimentaire sont des maladies provoquées par l'infestation par des trématodes contenus dans la nourriture. Elles touchent les mammifères, dont l'humain. Il s'agit d'une des 20 maladies tropicales négligées.

## Parasite

### Espèces responsables
Plusieurs espèces sont responsables de trématodoses d'origine alimentaire chez l'humain. Les plus courantes sont :
- Clonorchis sinensis, responsable de la clonorchiase ;
- Opisthorchis viverrini, responsable de l'opisthorchiase ;
- Paragonimus spp, responsables de la paragonimose ;
- Fasciola hepatica et Fasciola gigantica, responsables de la fasciolose.

### Cycle du parasite
Les œufs présents dans les selles de l'hôte final contaminent un point d'eau douce.
Le premier hôte intermédiaire des trématodes est un mollusque d'eau douce, généralement un gastéropode. Le gastéropode va ensuite relâcher des trématodes sur des plantes d'eau douce. Il peut exister des seconds hôtes intermédiaires, en général des poissons et des crustacés d'eau douce qui se nourrissent des mollusques infestés. L'hôte final est un mammifère infesté lorsqu'il se nourrit de plantes d'eau douce, de mollusques, de crustacés ou de poissons infestés. Consommer un mammifère infesté peut également provoquer l'infestation.

## Symptômes
Les clonorchiases et les opistorchiases peuvent être asymptomatiques. Elles provoquent la fièvre et des douleurs abdominales. Au long terme, elles peuvent entraîner un cholangiocarcinome.
Les paragonimoses des poumons présentent des symptômes similaires à ceux de la tuberculose : toux chronique avec hémoptysie, douleurs thoraciques, dyspnée et fièvre. Elles peuvent entraîner un épanchement pleural ou un pneumothorax. Les paragonimoses cérébrales provoquent maux de tête, troubles de la vue, crises d'épilepsie et hémorragies cérébrales.
Les fascioloses présentent d'abord une phase asymptomatique, puis une phase aigue, et une phase chronique. Durant la phase aigue, la fasciolose provoque fièvre, nausées, gonflement du foie, éruptions cutanées et fortes douleurs abdominales. La phase chronique présente des douleurs intermittentes, l'ictère, l'anémie, la pancréatite et les calculs biliaires. Au long terme elle provoque une cirrhose du foie.

## Traitement
Les antihelminthiques sont des médicaments utilisés contre les trématodoses d'origine alimentaire. Les clonorchiases et opisthorchiases sont traitées par le praziquantel ; la fasciolose est traitée par le triclabendazole et la paragonimose peut être traitée par triclabendazole ou praziquantel.
L'hépatectomie peut être réalisée dans certains cas.

## Prévention
Les trématodoses d'origine alimentaire peuvent être prévenues grâce à l'administration massive de médicaments, l'amélioration de l'accès à l'assainissement et à l'eau potable, l'éducation des populations à risque à la santé et à l'hygiène, notamment à la cuisson de la nourriture.

## Épidémiologie
En 2005, 56,2 millions de personnes sont atteintes de trématodoses d'origine alimentaire. Parmi ces dernières, 7,9 millions présentent des séquelles graves, et 7 158 en meurent. L'impact des trématodoses d'origine alimentaire est, pour cette même année, estimé à 665 352 années de vie corrigée de l'incapacité perdues.